# فواز بن سعود بن عبد العزيز آل سعود
الأمير فواز بن سعود بن عبد العزيز آل سعود الابن العشرون من أبناء الملك سعود بن عبد العزيز آل سعود من زوجته نايلة بنت راشد بن سعيد الحبسي. ولد عام 1948 و توفي في 2 يوليو 1980، تخرج من مدرسة الأنجال، كان شاعرًا وأديبًا وله الكثير من القصائد.

## المناصب الرياضية
- عضو شرف في نادي الهلال وداعم للنادي.

## وفاته
توفي الأمير فواز بن سعود بن عبد العزيز آل سعود في الطائف في 19 شعبان 1400هـ الموافق 2 يوليو 1980.

## أسرته

### أبنائه
- الأميرة دلال بنت فواز بن سعود بن عبد العزيز آل سعود. متزوجة من الشيخ عبد الله بن مبارك بن محمد العنادي السحيمي القحطاني ولها أربعة أبناء.
- الأميرة فهدة بنت فواز بن سعود بن عبد العزيز آل سعود. متزوجة من علي بن محمد أبو قلوب المسردي القحطاني.[2][3]
- الأمير سلمان بن فواز بن سعود بن عبد العزيز آل سعود (توفي في نوفمبر 2016).[4] كان متزوج من الأميرة الجوهرة بنت مبارك بن محمد العنادي السحيمي القحطاني، وله من الأبناء : الأمير فواز بن سلمان.

- الأميرة هيفاء بنت فواز بن سعود بن عبد العزيز آل سعود (شاعرة).[5]

- الأميرة هنادي بنت فواز بن سعود بن عبد العزيز آل سعود.
- الأميرة غادة بنت فواز بن سعود بن عبد العزيز آل سعود.
- الأميرة فوزية بنت فواز بن سعود بن عبد العزيز آل سعود متزوجة من الأمير سلمان بن فيصل بن محمد بن سعود بن فيصل ولها من الأبناء الأمير عبدالله ، الأميرة علياء ، الأميرة الجوهرة ، الاميره نجلاء
- الأميرة فايزة بنت فواز بن سعود بن عبد العزيز آل سعود.

له كريمة متزوجة من الشيخ سعود بن ماجد بن زقيع الغضباني.